# Gekijōban Pocket Monsters Advanced Generation: Mew to Hadō no Yūsha Lucario
Pocket Monsters Advanced Generation: Mew to Hadō no Yūsha Lucario (Nhật: 劇場版ポケットモンスターアドバンスジェネレーション ミュウと波導の勇者　ルカリオ tạm dịch: "Mew và người hùng của những cơn sóng, Lucario"), còn được biết đến với nhan đề tiếng Anh Pokémon: Lucario and the Mystery of Mew (tạm dịch: "Lucario và bí ẩn của Mew"), là một bộ phim hoạt hình giả tưởng của Nhật Bản được công chiếu trong năm 2005, do Kunihiko Yuyama đạo diễn và được sản xuất bởi OLM, Inc.. Đây là tác phẩm thứ tám trong loạt phim điện ảnh Pokémon. Bộ phim có sự tham gia lồng tiếng của: Rica Matsumoto, Ikue Ōtani Yūji Ueda, Kaori, Fushigi Yamada, Megumi Hayashibara, Shin-ichiro Miki, Inuko Inuyama, Daisuke Namikawa, Satomi Kōrogi, Takeshi Aono, Noriko Hidaka, Kōichi Yamadera, Kumiko Okae, Momoko Kikuchi, và Becky. Phim được công chiếu tại các rạp ở Nhật Bản vào ngày 16 tháng 7 năm 2005, sau đó phát hành bản DVD tiếng Nhật vào ngày 22 tháng 12 năm 2005.
Bản lồng tiếng Anh của phim được thực hiện bởi 4Kids Entertainment và được phát hành lần đầu tiên trên DVD tại Úc vào ngày 16 tháng 8 năm 2006, sau đó được phát hành tại Hoa Kỳ vào ngày 19 tháng 9 năm 2006. Bản lồng tiếng Anh của bộ phim được công chiếu lần đầu tiên tại Hoa Kỳ tại Comic-Con năm 2006 ở San Diego, California. Bộ phim được phát sóng tại Vương quốc Anh vào tháng 7 năm 2007 trên Cartoon Network và sau đó tiếp tục được phát sóng trên CITV. Đây cũng là bộ phim Pokémon cuối cùng được lồng tiếng Anh bởi 4Kids Entertainment, đơn vị đã lồng tiếng cho Pokémon từ đầu loạt phim truyền hình từ năm 1998. Tất cả các tập phim và phim về Pokémon trong tương lai sẽ được lồng tiếng bởi The Pokémon Company International. Các sự kiện của bộ phim diễn ra trong mùa thứ hai của Pokémon: Pokémon: Advanced Generation.
Pocket Monsters Advanced Generation the Movie: Mew and the Wave Hero là một trong bốn đề cử cho giải thưởng "Phim hoạt hình hay nhất" của American Anime Awards, nhưng đã thua trước Final Fantasy VII: Advent Children.

## Nội dung
Trong quá khứ huyền thoại, trước khi tạo ra bóng chứa Pokémon, một Pokémon có sức mạnh Aura có tên là Lucario cảm nhận được hai đội quân đối địch nhau sắp đụng độ gần Cung điện Oldoran ở vùng Kanto. Anh ta đã thần giao cánh cảm để thông báo sự việc cho chủ nhân của mình, Ngài Aaron, thông qua một viên pha lê gần đó ngay trước khi bị ba con Hellgar tấn công. Trong trận chiến, Lucario tạm thời bị mù, nhưng vẫn có thể sử dụng Aura Sphere của mình để đánh bại Hellgar - bằng cách cảm nhận chuyển động của chúng bằng khả năng Aura của mình. Nữ hoàng của Cameran, Rin, quyết định chết cùng với người của mình, vì vậy Aaron rời xa Pigeot của mình để đi gặp Lucario, nhưng bị một nhóm đối thủ của Airmd tấn công trên đường. Aaron nói với Lucario rằng anh ta sẽ rời đi và sẽ không quay lại, và khi Lucario cố gắng đi theo anh ta, anh ta sau đó tự động bị phong ấn trong cây quyền trượng của Aaron. Cây khởi đầu sau đó chiếu ánh sáng rực rỡ bao trùm cả vùng đất; chấm dứt chiến tranh, và nữ hoàng nhận ra rằng Aaron phải hy sinh bản thân mình bằng cách sử dụng Aura của chính mình để biến lòng thù hận của quân đội thành sự hiểu biết lẫn nhau. Kể từ đó, anh được ca ngợi như một anh hùng, và chỉ có cây quyền trượng của anh được giữ lại vì đó là di sản của anh.
Khoảng một nghìn năm sau, Satoshi, cùng với bạn đồng hành Pikachu của cậu và Takeshi, Haruka và Masato đồng hành với mình đến Cung điện Oldoran để chúc mừng cuộc đời của Ngài Aaron. Satoshi đã thi đấu trong một giải đấu Pokémon và giành chiến thắng trước Kidd Summers và Manyula của cô. Đêm đó, có một tiệc khiêu vũ hoàng gia, và vì cậu người chiến thắng của giải đấu, Satoshi được thưởng danh hiệu "Người hùng của năm" và đặc quyền được giữ quyền trượng của Aaron. Đội Hoả Tiễn cũng tham gia nhảy, nhưng Nyath chạy đi theo Kidd. Cô tiết lộ mình là một nhà đặc vụ thám hiểm, và đang thực hiện nghiên cứu về Mew, được biết là có xuất hiện tại cung điện. Pokémon của Satoshi và Masato chạy vào căn gác của cung điện để chơi. Tuy nhiên sau đó, hai con Manyula của Kidd tấn công khi Mew tham gia. Khi Masato nhìn qua vết nứt trên cửa, Mew dịch chuyển Pikachu và Nyath lên nóc tòa lâu đài, trước khi biến thành Pigeot và bay đi cùng chúng. Trong phòng khiêu vũ, Satoshi đang xem màn bắn pháo hoa. Tuy nhiên sau đó, Satoshi bắt đầu nghe thấy một giọng nói phát ra từ viên pha lê trong cây quyền trượng của mình. Viên pha lê bắt đầu phát sáng và Lucario được giải thoát khỏi quyền trượng do Aura của Satoshi có nét tương đồng với Aaron. Lucario bối rối về những gì đã xảy ra kể từ khi anh bị phong ấn, và đi tìm câu trả lời.
Masato thông báo cho những người còn lại trong nhóm biết về những gì đã xảy ra, trong lúc Băng Hỏa Tiễn tình cờ nghe thấy cậu. Eileen, nữ hoàng hiện tại, cho biết Mew thường có truyền thống xuất hiện tại cung điện và mang đồ chơi đến nhà của nó tại Cây khởi đầu. Satoshi và những người bạn của cậu bắt đầu làm việc với Kidd (người cũng được tiết lộ là nổi tiếng) và cả nhóm đi đến Cây khởi đầu với sự giúp đỡ của Lucario và Băng Hỏa Tiễn theo sau bằng cách trốn trong cốp xe của Kidd. Trên hành trình của mình, họ tìm thấy một Bông hoa Thời gian (cho phép người tìm thấy nhìn thấy những hình ảnh của quá khứ) và gặp một Usohachi đang đi nhờ một nhóm. Đêm đó, Satoshi nhớ lại những gì mình và Pikachu trải qua, chẳng hạn như vào ngày đầu tiên ở bên nhau khi một đàn Onisuzume tấn công anh, và Pikachu đã nhảy lên để cứu Satoshi. Lucario chế giễu câu chuyện, nói rằng không bao giờ có thể tin tưởng con người được sau sự phản bội rõ ràng của Sir Aaron với anh ta trong quá khứ. Satoshi tức giận vì điều này và bắt lấy Lucario, dẫn đến một cuộc cãi lộn. Masato cố gắng làm Pokémon vui vẻ bằng một ít sô cô la, thứ mà Lucario không quen thuộc.
Sáng hôm sau, Lucario bắt gặp cùng một khu vực nơi anh ta bị phong ấn trong quyền trượng. Bông hoa thời gian chiếu vào một khoảnh khắc, cho thấy Sir Aaron giam giữ Lucario và bay đi, khiến mọi người tin rằng Lucario đã bị phản bội. Satoshi xin lỗi Lucario vì hành vi trước đó của cậu. Lucario, tha thứ cho anh ta, yêu cầu Satoshi hứa rằng cậu sẽ không bỏ rơi Pikachu. Đúng lúc đó, một Regirock tấn công và mọi người chạy vào Cây khởi đầu. Satoshi và Lucario chia tay, với Haruka, Masato, Takeshi và Kidd đi về một hướng khác. Cuối cùng, Satoshi bị tấn công bởi một Regice đang chặn đường của họ, nên cậu và Lucario quyết định quay lại. Trong khi đó, mọi người khác đang bị Registeel tấn công trước khi các "kháng thể" màu đỏ do Cây tạo ra bắt đầu nuốt chửng Haruka, Masato, Takeshi và Băng Hỏa Tiễn như thể chúng là một căn bệnh.
Cuối cùng Satoshi cũng đã tái hợp với Pikachu và gặp Nyasu và Kidd, những thành viên còn lại nhóm. Ngay sau đó, Satoshi và Kidd cũng bị các kháng thể tấn công và ăn thịt, trong khi đó, Registeel ngăn Lucario cứu họ. Tất cả các Pokémon đã khóc vì cái chết rõ ràng của các nhà huấn luyện của chúng. Tuy nhiên, Mew quyết định nói chuyện với Cây, sử dụng sức mạnh của nó để thông báo cho Cây rằng con người không cố làm hại nó. Cuối cùng, mọi người được đưa trở lại; Tuy nhiên, Mew bị ốm nặng sau đó. Phát hiện ra rằng Cây sắp chết do hệ thống miễn dịch bị sốc, Satoshi, Kidd, Mew và Lucario chạy vào trung tâm của Cây. Họ tìm thấy một viên pha lê với cơ thể của Sir Aaron bên trong và một bông hoa thời gian cho thấy rằng huyền thoại là có thật - Aaron thực sự đã sử dụng Aura của mình để kết thúc cuộc chiến cổ đại, và phải trả giá bằng mạng sống của mình.
Lucario nhận ra rằng anh ta cũng có thể khôi phục Cây bằng cách sử dụng sức mạnh Aura của mình. Do Aura của mình cũng tương tự giống với Aaron, Satoshi sử dụng găng tay của Aaron để giúp hoàn thành thủ tục, mặc dù cả hai đều biết rằng kết quả là họ sẽ chết. Khi Aura Sphere phát triển lớn hơn và mạnh hơn, Lucario đẩy Satoshi ra và hoàn thành phần còn lại. Cây và Mew đã được phục hồi sức khỏe, nhưng Lucario chỉ còn ít thời gian. Một bông hoa thời gian khác được tìm thấy, cho thấy Sir Aaron nói lời tạm biệt với Lucario khi anh ta chết. Lucario bắt đầu khóc khi nhìn thấy hình ảnh cuối cùng của chủ nhân, xin lỗi vì sự thất bại với chủ nhân của mình, nhận ra rằng Aaron phong ấn anh ta là vì muốn ngăn anh ta hy sinh. Satoshi giữ bàn chân của Lucario và nói rằng anh ta đã chứng minh mình là một Người bảo vệ Aura tốt như Ngài Aaron. Lucario cuối cùng qua đời, sau khi cảm ơn Satoshi, vì biết rằng Ngài Aaron đang đợi anh, Kidd quyết định bí ẩn của Cây nên được giữ bí mật để ngăn chặn du lịch.
Satoshi và Kidd gặp Haruka, Masato, Takeshi ở bên ngoài, họ nhận ra Lucario không còn đi cùng. Sau khi giải thích tình hình, Takeshi đề cập rằng thật khó tin rằng Lucario đã biến mất, nhưng Satoshi nói "Không, Lucario không biến mất... Aura của cậu ấy ở cùng tôi."
Trong cảnh ghi công, Satoshi và những người bạn trở lại cung điện và được Eileen trao thưởng, trong khi bức chân dung của Sir Aaron tại lâu đài được cập nhật để bao gồm cả Lucario, khi Satoshi đã nói một câu rất chân thật với Lucario và Aaron rằng "Mình sẽ nhớ ơn cậu, Lucario". Ở thế giới bên kia, Lucario và Sir Aaron chia sẻ một thanh sô cô la, trong khi Kidd rời nhóm và bắt đầu hành trình đến Forina ở Hoenn. Và thế là Satoshi và bạn bè của cậu cùng nhau tiếp tục cuộc hành trình của mình ở vùng Kanto.

## Phân vai
| Nhân vật (Anh/Nhật)        | Tiếng Nhật         | Tiếng Anh        |
| -------------------------- | ------------------ | ---------------- |
| Ash Ketchum/Satoshi        | Rica Matsumoto     | Veronica Taylor  |
| May/Haruka                 | Kaori              | Veronica Taylor  |
| Max/Masato                 | Fushigi Yamada     | Amy Birnbaum     |
| Brock/Takeshi              | Yūji Ueda          | Eric Stuart      |
| Pikachu                    | Ikue Otani         | Ikue Otani       |
| Lucario                    | Daisuke Namikawa   | Sean Schemmel    |
| Grovyle/Juptile            | Yuji Ueda          | Darren Dunstan   |
| Combusken/Wakasyamo        | Chinami Nishimura  | Darren Dunstan   |
| Munchlax/Gonbe             | Chie Satō          | Darren Dunstan   |
| James/Kojiro               | Shin-ichiro Miki   | Eric Stuart      |
| Jessie/Musashi             | Megumi Hayashibara | Rachael Lillis   |
| Meowth/Nyath               | Inuko Inuyama      | Maddie Blaustein |
| Mew                        | Satomi Korogi      | Satomi Korogi    |
| Kidd Summers               | Becky              | Rebecca Soler    |
| Lt. Banks                  | Takeshi Aono       | Pete Zarustica   |
| Sir Aaron/Aaron            | Kōichi Yamadera    | Jason Griffith   |
| Rin/Leen                   | Momoko Kikuchi     | Bella Hudson     |
| Ilene/Eileen (Lady Eileen) | Momoko Kikuchi     | Bella Hudson     |
| Người dẫn chuyện           | Unshou Ishizuka    | Mike Pollock     |

## Phát hành

### Chiếu rạp
Pocket Monsters Advanced Generation the Movie: Mew and the Wave Hero được phát hành tại Nhật Bản vào ngày 16 tháng 7 năm 2005.

### Phương tiện gia đình
Nó được phát hành video trực tiếp với bản lồng tiếng Anh ở Hoa Kỳ vào ngày 19 tháng 9 năm 2006 bởi Viz Video. Đây là phiên bản sản phẩm Pokémon cuối cùng có sự tham gia của 4Kids Entertainment, mặc dù nó được sản xuất trước khi tập cuối của mùa 8 của bản tiếng Anh được lồng tiếng. Tuy nhiên, DVD của bộ phim ở Úc khi có phần trình chiếu trên màn ảnh rộng trong khi bản phát hành ở Hoa Kỳ có phần trình chiếu toàn khung hình. Bộ phim vẫn chưa được phát hành trên DVD tại Vương quốc Anh mặc dù nó đã được phát hành dưới dạng tải xuống kỹ thuật số trong iTunes Store Vương quốc Anh và trên trang web Amazon ở Vương quốc Anh.

## Tiếp nhận

### Doanh thu phòng vé
Buổi chiếu tổng quát của Pocket Monsters Advanced Generation the Movie: Mew and the Wave Hero ở Nhật Bản diễn ra trong 6 tuần từ 16 tháng 7 đến 26 tháng 8 năm 2005.
1. 16–17 Tháng 7: thứ 2 tổng thể, thứ 1 trong nước
2. 23–24 Tháng 7: thứ 2 tổng thể, thứ 1 trong nước
3. 30–31 Tháng 7: thứ 2 tổng thể, thứ 1 trong nước
4. 6–7 Tháng 8: thứ 3 tổng thể, thứ 2 trong nước
5. 13–14 Tháng 8: thứ 3 tổng thể, thứ 2 trong nước
6. 20–21 Tháng 8: thứ 4 tổng thể, thứ 2 trong nước
7. 27–28 Tháng 8: thư 7 tổng thể, thứ 4 trong nước

Kể từ khi công chiếu vào ngày 16 tháng 7 năm 2005, Pocket Monsters Advanced Generation the Movie: Mew and the Wave Hero đã thu về 4,3 tỷ Yên khi công chiếu tại Nhật Bản, trở thành bộ phim nội địa có doanh thu cao thứ hai trong năm, chỉ sau Lâu đài bay của pháp sư Howl. Đã có khoảng 3.930.000 khán giả đã xem bộ phim.
Doanh thu phòng vé cuối cùng bằng 98,3% doanh thu của năm ngoái, nhưng với ba bộ phim cuối cùng đều liên tục vượt mốc 4 tỷ yên, nó được coi là thành công trên thị trường. Mất thị trường nhẹ được cho là do sự cạnh tranh gay gắt tại phòng vé từ các bộ phim hoạt hình khác cùng lúc. Bộ phim cũng được các nhà phê bình Nhật Bản khen ngợi, với lời khen ngợi về hoạt hình, điểm số âm nhạc và tông màu tối hơn. Đây là bộ phim Pokémon được hoan nghênh cao nhất.